# G-Unit
G-Unit este un grup american de Hip Hop, originar din New York. Numele grupului este o prescurtare de la "Guerilla Unit" și "Gangsta Unit".

## Biografie

### Începutul
Fondatorii grupului, 50 Cent, Lloyd Banks și Tony Yayo, au crescut în același cartier, au vândut droguri împreună. Când 50 Cent a fost descoperit și a semnat cu o casa de discuri, atât Lloyd Banks cât și Tony Yayo au lucrat din greu pentru a atrage atenția ca artiști. 50 Cent a rămas fără casa de discuri după ce a fost împușcat de 9 ori.

### Începutul faimei
După ce a fost împușcat, 50 Cent a semnat cu Interscope Records. Datorită succesului avut de albumul său de debut, Get Rich or Die Tryn', i-a fost garantată propria casă de discuri, acesta a fost momentul în care G-Unit a luat naștere.
Grupul a continuat să lucreze din greu și a lansat câteva materiale care le-au adus multă atenție în industria rap.
Înainte ca grupul să aibă șansă de a-și înregistra albumul de debut, Tony Yayo a fost trimis la închisoare pentru posesie de armă. În acest timp grupul a semnat cu Young Buck. Și-au continuat activitatea lucrând la alte materiale. 
Tot în acest timp, G-Unit au lansat primul lor album, Beg for Mercy, lansat în 14 noiembrie 2003. Tony Yayo are doar 2 apariții pe acest album, ambele cântece fiind înregistrate înainte de arestarea sa.

### Albume
În 2003, albumul de debut al grupului, Beg for Mercy, a fost lansat. Totuși, Tony Yayo, care era arestat atunci, a avut doar 2 apariții pe album. Beg for Mercy s-a vândut în 2,3 milioane de copii în S.U.A. și 4 milioane în restul lumii. Singurul invitat de pe album a fost cântărețul R&B Joe. Producătorii care au lucrat la album au fost Hi-Tek, Dr. Dre, Scott Storch, dar și alții.
Al doilea album al lor, T.O.S. (Terminate on Sight), a fost lansat pe 1 iunie 2008.